# Победитель (эсминец)
«Победитель», с 31 декабря 1922 года «Володарский» — эскадренный миноносец типа «Орфей», построенный по программе «усиленного» судостроения на 1913—1917 годы (так называемая «большая» судостроительная программа), и принадлежащий первой серии эскадренных миноносцев типа «Новик».

## История создания
Работы по изготовлению эсминца начались в ноябре 1913 года. Корабль был спущен на воду в октябре 1914 года и сразу после этого отправлен на завод для установки механизмов. Летом 1915 года «Победитель» был отправлен в Кронштадт для достройки. 25.10.1915 был подписан приемочный акт. Эсминец перешел в состав 1-го дивизиона минной дивизии.
Главным строителем был инженер В. Смыслов. Завод заказал за границей только поковки для роторов главных турбин и турбогенераторы. После начала войны поставки оборудования заграничными предприятиями стали невозможны, а выполнение заказов российскими заводами было затруднено заказами для армии. 23 октября 1914 г. был спущен на воду первый эсминец — «Победитель», который для достройки сразу отбуксировали к пирсу Металлического завода.
29 августа 1915 г. завод приступил к испытаниям эсминца «Победитель». 5 октября приемочная комиссия подписала акт о годности корабля, отметив, что наибольшая скорость 31,5 узлов была достигнута 4 октября при водоизмещении более 1500 тонн, что при нормальной нагрузке соответствовало бы 34 узлам. В тот же день «Победитель» прибыл в Гельсингфорс и вступил в состав действующего флота.

## История службы
Участие «Победителя» в Первой мировой войне свелось к тому, что с декабря 1915 года он участвовал в минно-заградительных операциях в юго-восточной части Балтийского моря, обеспечивал и прикрывал минные постановки, эскортировал и осуществлял противолодочную оборону главных сил флота, набеговые действия, нёс дозорную и конвойную службы.
- 3 декабря 1915 года «Новик», «Победитель» и «Забияка» вышли из Ревеля для постановки минного заграждения. К 21:30 они достигли заданного района. К 0:30 ночи они закончили постановку мин и направились в Ревель. На следующий день на этом заграждении подорвались и погибли легкий КР «Бремен» и ЭМ Т-191.
- В мае 1916 был сформирован первый дивизион эсминцев минной дивизии. В него вошли: «Победитель», «Гром», «Орфей» и «Забияка». В 1916 году совершил 9 боевых выходов на коммуникации противника в Балтийском море на перехват германских конвоев и минные постановки. В частности, 31 мая 1916 года в 2:00 «Победитель», «Новик» и «Гром» вышли в море, в 10:30 прибыли в Люм, где стояла 1-я бригада крейсеров. Далее направились в Норчёпингскую бухту, где обнаружили германский конвой. В результате плохого командования отрядом удалось потопить только судно-ловушку «Герман», германские рудовозы скрылись в территориальных водах нейтральной Швеции[4].
- В 1917 году участвовал в Моонзундской операции в сентябре-октябре 1917 г. 1 октября принял участие в боях с германскими эсминцами и линкором «Кайзер» на Кассарском плесе.
- Перешел на сторону Советской власти и 29 октября прибыл из Гельсингфорса в Петроград с отрядом моряков для поддержки вооруженного восстания большевиков 1917 года. Участвовал в подавлении выступления Керенского Краснова.
- С 10 по 16 апреля 1918 года «Победитель», принимая участие в «Ледовом походе» Балтийского флота, совершил переход из Гельсингфорса (Хельсинки) в Кронштадт.
- С октября 1918 по ноябрь 1919 гг. находился на долговременном хранении в Кронштадте. Состоял в составе 4-го дивизиона ДОТа. После гибели трех эсминцев расконсервирован.
- В 1923—1924 гг. прошел капитальный ремонт. 6 сентября 1929 г. столкнулся с эсминцем «Войков» и получил большие повреждения носовой части. Отбуксирован в Кронштадт и поставлен в док на ремонт. Носовая часть заменена носовой частью, отрезанной от эсминца «Орфей».
- 1-10 сентября совершил визит в Гдыню (Польша). В 1934—1937 гг. прошел капитальный ремонт и модернизацию — установлен закрытый мостик, треногие мачты, две 45 мм пушки.
- 11 января 1935 года «Володарский» быз зачислен в состав Краснознаменного Балтийского флота.
- Во время Советско-финской войны «Володарский» совершил 2 боевых похода. В первом из них 6—7 декабря 1939 года отряд лёгких сил флота (в него входили лидер «Минск» и эсминец «Карл Маркс») обстреливал предполагаемый район расположения финской береговой батареи на острове Кильписари Финского залива с целью выявления её расположения и уничтожения (эсминец выпустил 27 снарядов), но операция окончилась неудачей — финны ответного огня не открывали[5] Во втором походе 20—21 декабря совместно с эсминцем «Энгельс» выполнял задачу по разрушению оборонительных сооружений на острове Аспэ (по докладу командира, «результат стрельбы наблюдать не удалось»), подвергшись ответному безрезультатному обстрелу береговых батарей[6].В это время им командовал А. В. Кручёных.
- В годы Великой Отечественной войны «Володарский» участвовал в минно-заградительных операциях флота (в июне-августе 1941 года), обороне Таллина и Риги. «Володарский» входил в сформированный для минных постановок специальный отряд кораблей под командой контр-адмирала Юрия Фёдоровича Ралля[7].
- 30 июня, в составе дивизиона эсминцев, «Володарский» осуществлял прикрытие минного заградителя «Марти», выходящего на минную постановку. C 1—2 июля 1941 года, в составе многочисленного боевого охранения, прикрывал переход в Кронштадт из Таллина линкора «Октябрьская революция».
- 28 августа 1941 года «Володарский», во время Таллинского перехода, подорвался на мине заграждения у острова Мохни в Финском заливе. Практически сразу после того, как подорвался головной эсминец арьергарда, «Калинин» (в 22 часа 10 минут), затралил мину и «Володарский». В результате чего произошла детонация боеприпасов, и корабль затонул[7].

Во время перехода на «Володарском» кроме экипажа корабля находилась 2-я рота 1 курса Высшего Военно-морского училища имени М. В. Фрунзе — около 75 курсантов, а также множество солдат и гражданских лиц. При взрыве корабль разломился на две части, носовая часть ушла под воду, а кормовая некоторое время держалась на плаву. Катерами арьергардной группы было спасено только несколько десятков человек. Из курсантской роты погиб командир роты старший лейтенант Г. М. Просандеев и 68 курсантов.

## Тактико-технические характеристики
Эсминцы типа «Орфей» имели, с небольшими изменениями, расположение, конструкцию, толщину связей набора корпуса, палуб и продольных переборок по типу эсминца «Счастливый».

### Энергетическая установка
Двухвальная паротурбинная установка имела общую мощность около 30000 л. с. при 580 об/мин. Имела 6 отсеков. В них по отдельности находились 2 турбины системы А. Е. Г. Кертисс Вулкан и 4 водотрубных котла. Турбины были сходны с турбинами эсминцев типа «Счастливый», но отличались, кроме увеличенной мощности, наличием специального клапана экономичного хода. Каждый из 4 котлов располагался в автономном котельном отделении.

### Вооружение
Эскадренный миноносец «Победитель» был оснащен несколькими видами вооружения, способными поражать наземные, водные или воздушные цели. Так же на корабле присутствовало 2 пулемета системы «Максим» 7.62 мм, и 80 мин образца «1508» 1912 года.

##### Главный калибр
До 1916 года 2×102 мм 60 калибра. После 1916 — 4×102 мм, но на них увеличили дальность стрельбы. Боекомплект составлял триста, позже шестьсот унитарных патронов.

##### Вспомогательная/зенитная артиллерия
В 1916—1917 годах было установлено орудие 40 мм автомат «Виккерс» Позже, после 1917 года установили орудие 63 мм.

##### Торпедное вооружение
До 1916 г. 4х3 ТА 450 мм образца 1913 года. После ремонта в 1916 году на корабле стало 3х3 ТА.

##### Средства связи, обнаружения, вспомогательное оборудование
На корабле были установлены:
- Приборы управления артиллерийской стрельбой — «Гейслера образца 1911 г.».
- Приборы управления торпедной стрельбой «Бриксона М-1».
- Дальномер, 2-60 см прожектора «МПЭ-э6.0».
- Плавсредства: командирский катер, рабочий моторный катер, пятивесельный вельбот, шестивесельный ял.